# Anschlag in Straßburg 2018

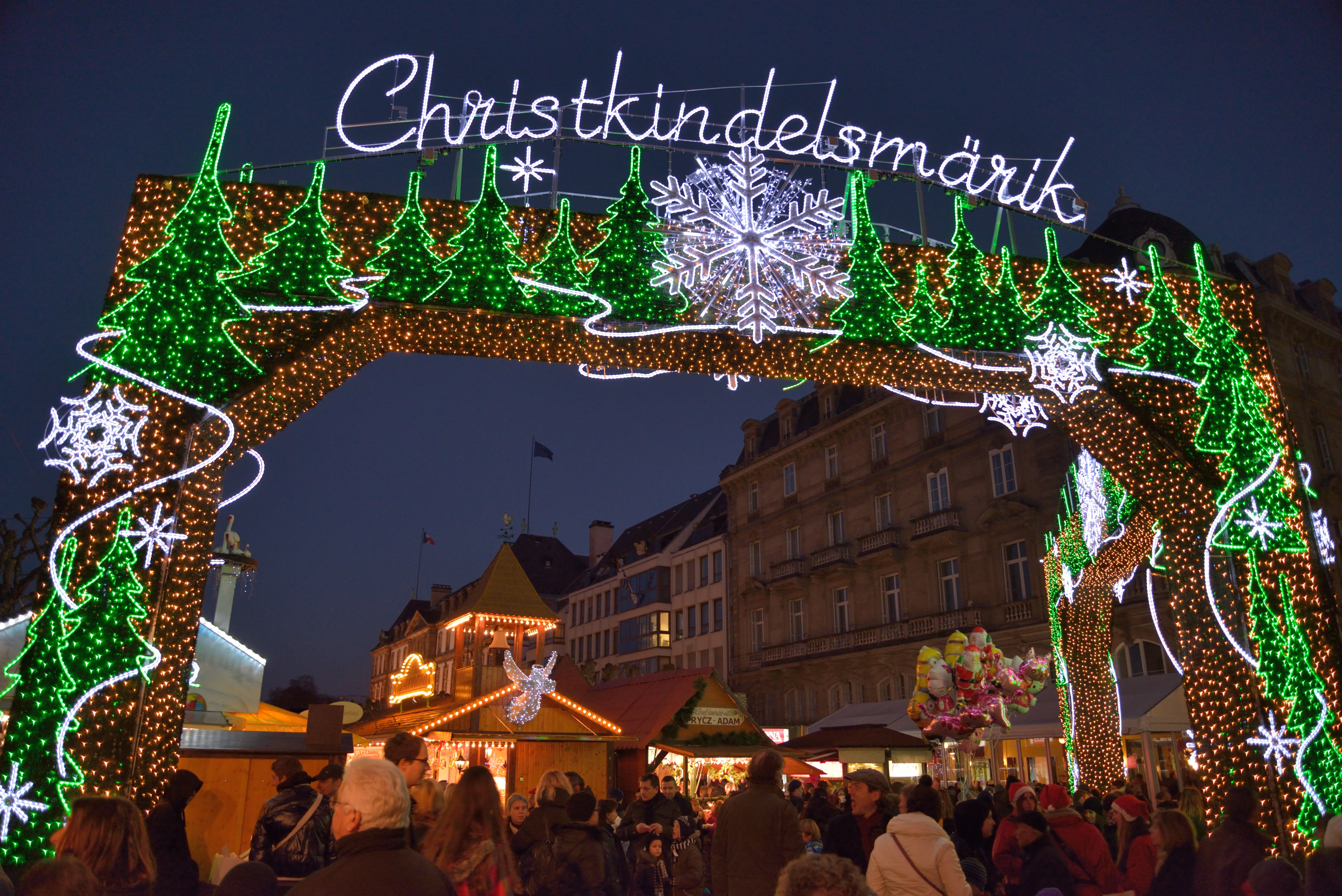
Eingang zum Straßburger Weihnachtsmarkt (2013)

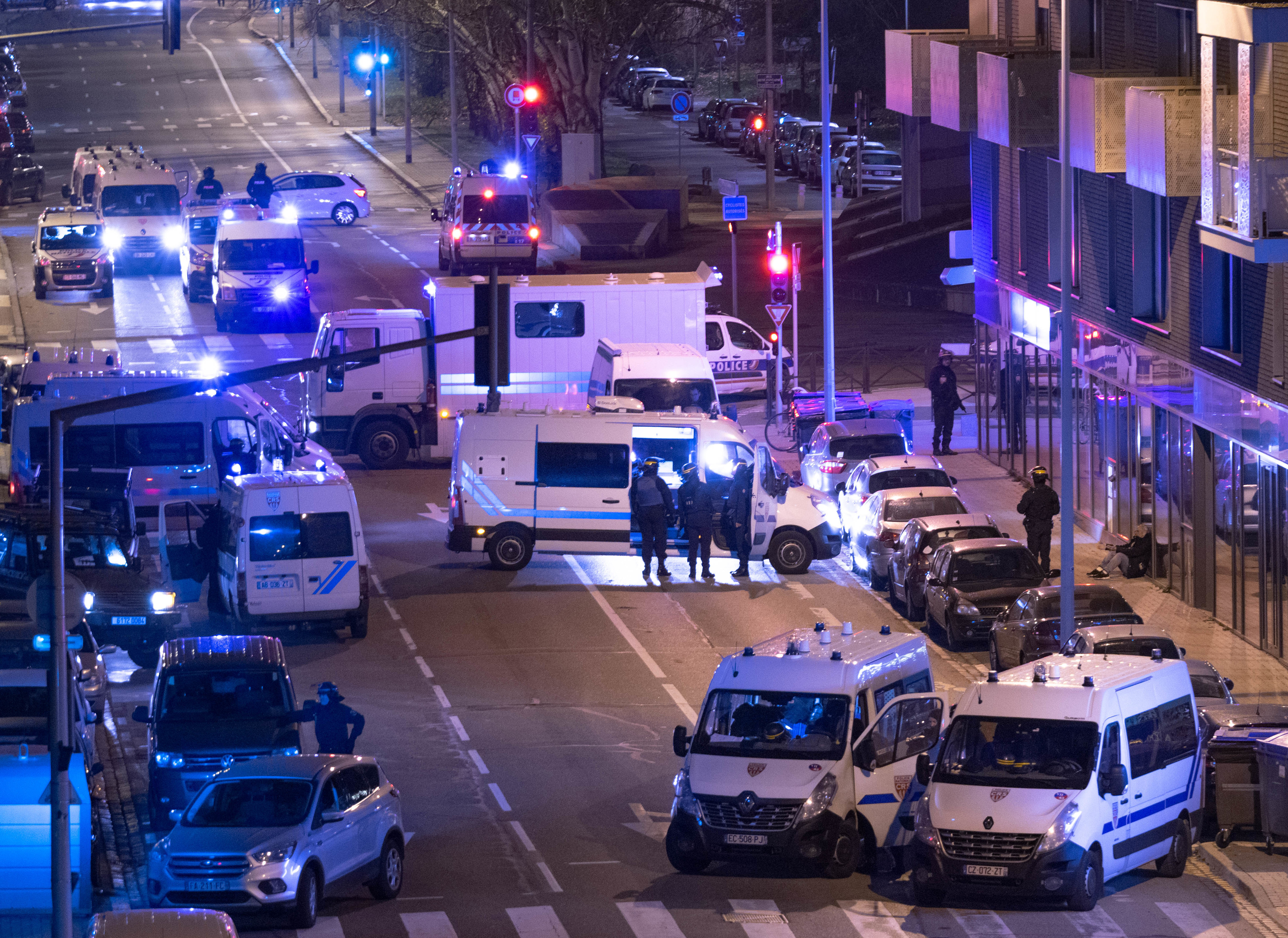
Polizeieinsatz am Abend des Anschlags

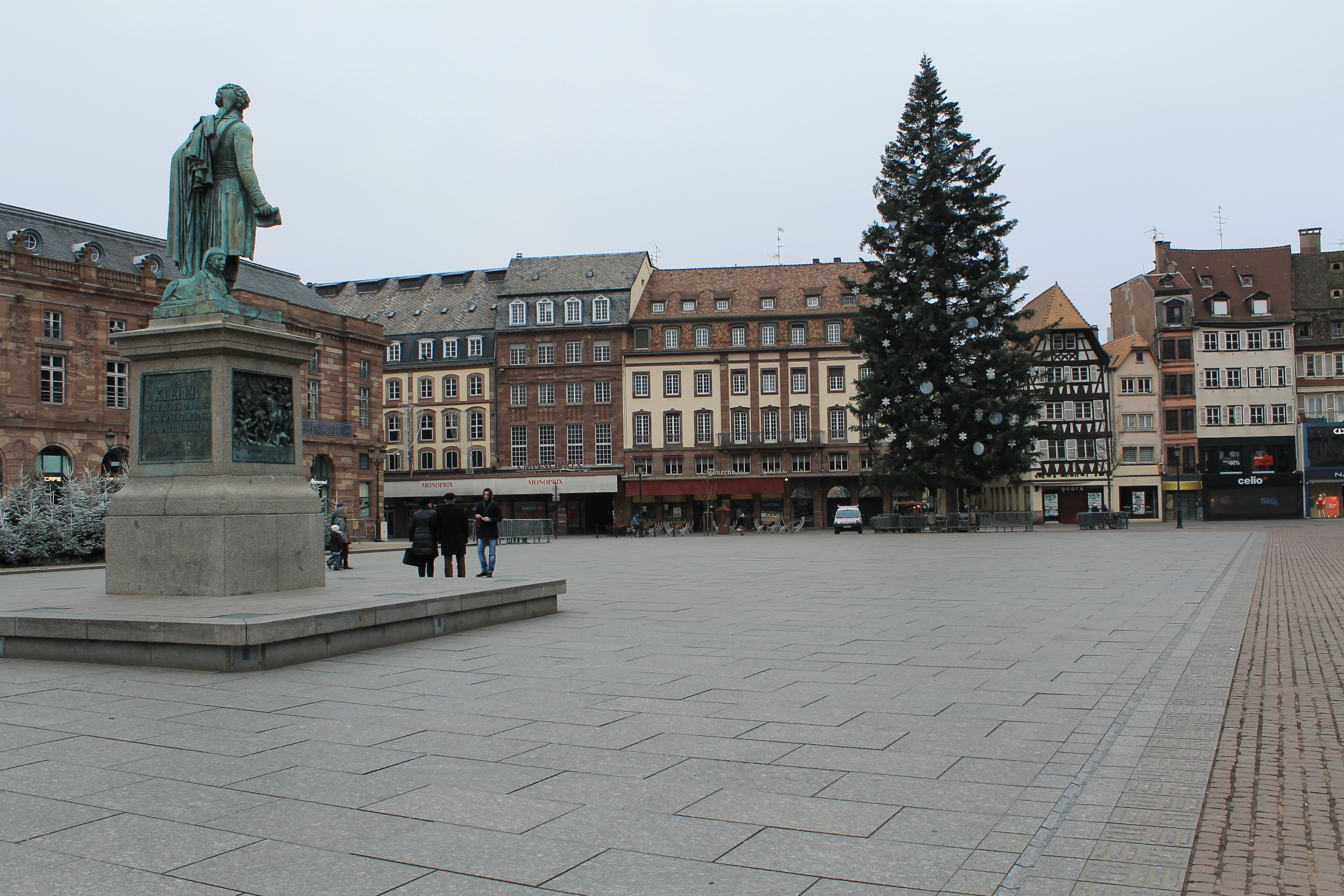
Kléberplatz in der Nähe des Tatorts (2013)

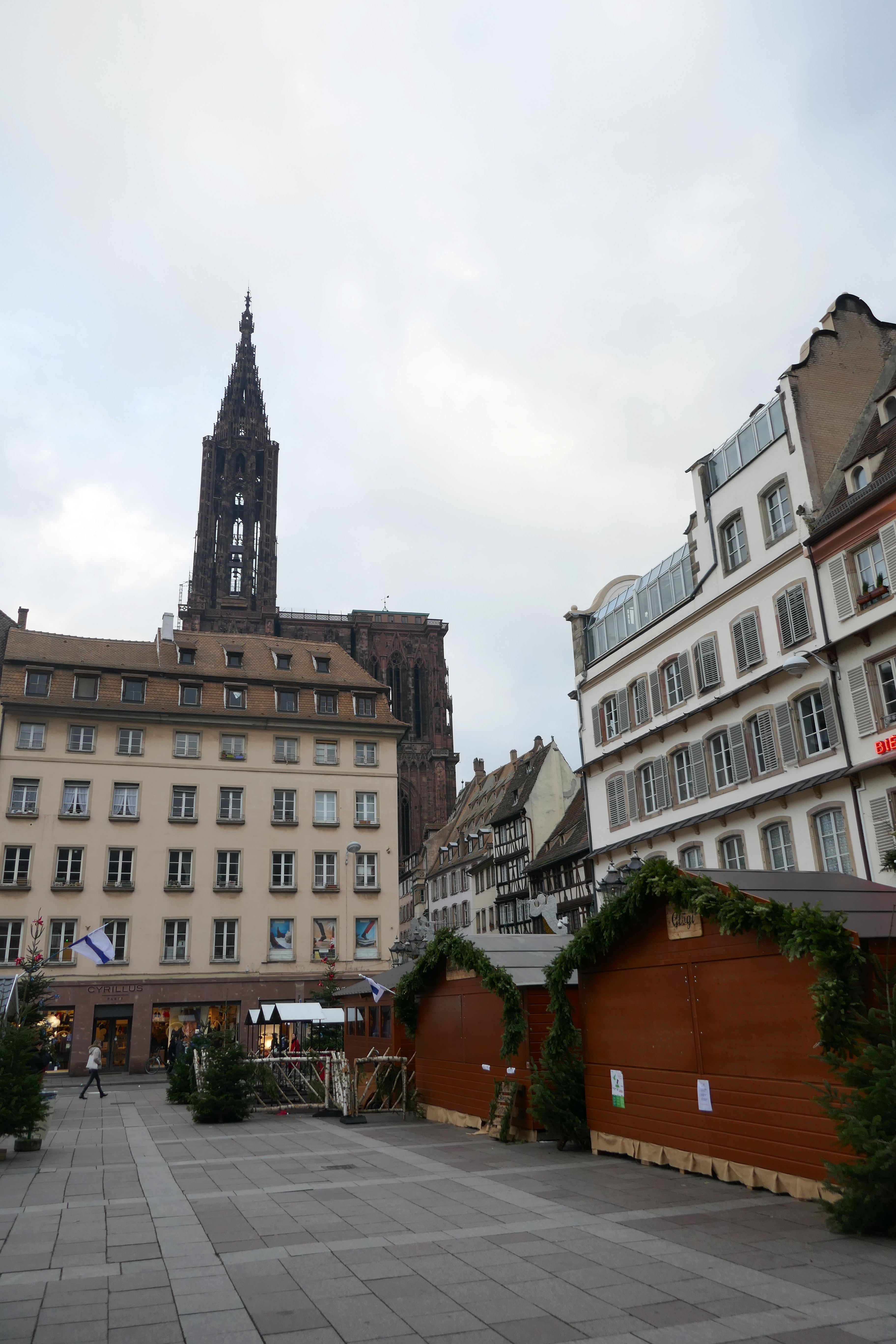
Nach dem Anschlag geschlossene Weihnachtsbuden auf der Place Gutenberg am 13. Dezember 2018

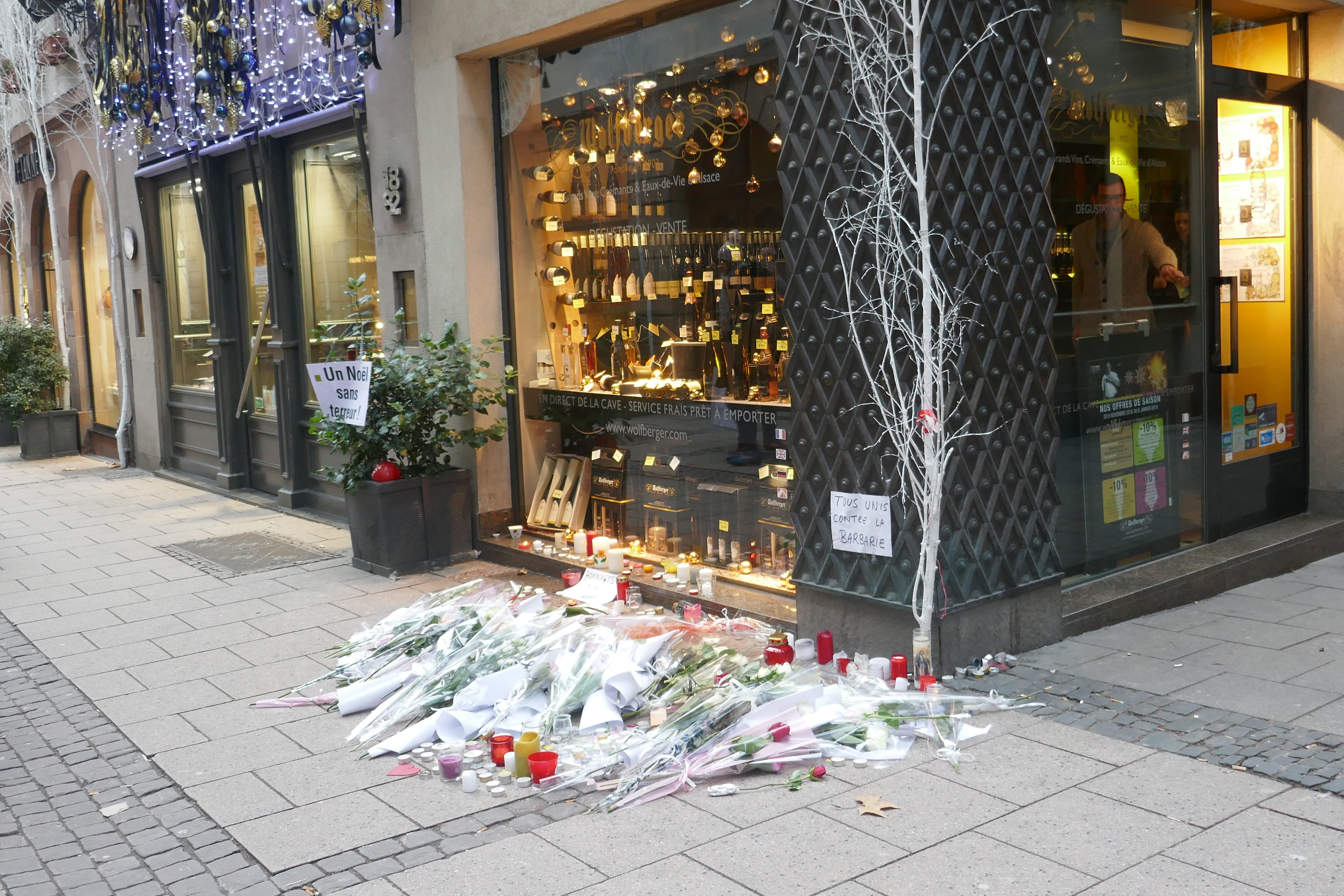
Erinnerung in der Rue des Orfèvres

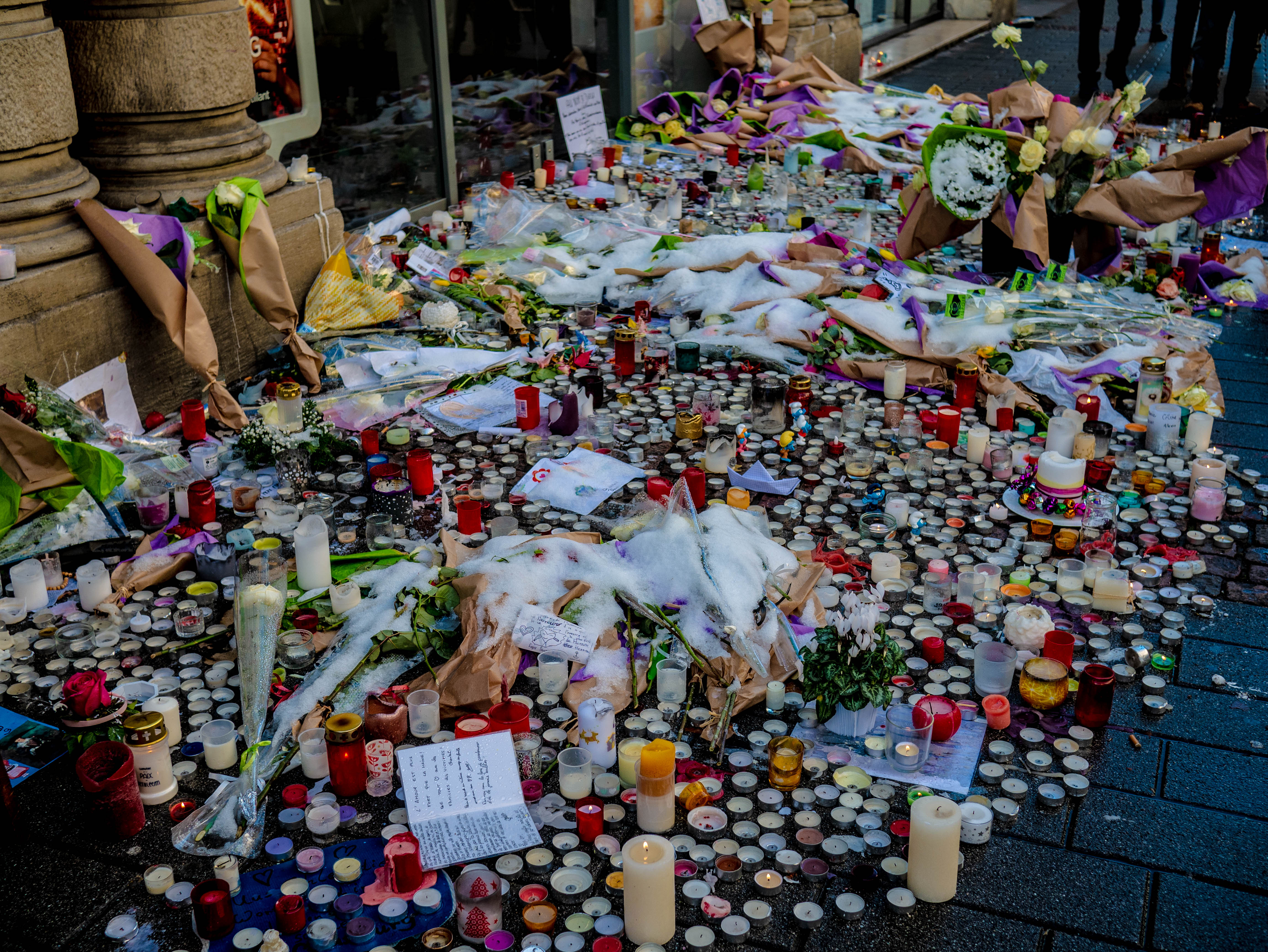
Trauerkerzen nach dem Anschlag

Der Anschlag in Straßburg 2018 war ein islamistisch motivierter Terrorakt in Frankreich, der sich am 11. Dezember 2018 in der Nähe des Weihnachtsmarkts in Straßburg ereignete. Fünf Menschen starben und elf weitere wurden zum Teil schwer verletzt. Der Täter wurde zwei Tage später bei einem Schusswechsel mit der Polizei in Straßburg getötet. Im Laufe der Ermittlungen wurde klar, dass der gewohnheitskriminelle Täter aus islamistisch-fanatischen Motiven handelte und sich selbst der Terrororganisation Islamischer Staat (IS) zuordnete.

## Tathergang
Gegen 20 Uhr erschoss der mit einem alten Trommelrevolver und einem Messer bewaffnete Täter in mehreren Straßen nahe dem Christkindelsmärik auf dem Kléberplatz innerhalb von 10 Minuten fünf Menschen und verletzte zehn weitere teilweise schwer. Alle Todesopfer starben an Kopfschüssen. Während des Angriffs schrie der Mörder „Allahu akbar“.
Die ersten tödlich verletzten Opfer gab es in der Rue des Orfèvres; es handelte sich um einen italienischen Journalisten und einen 34-jährigen polnischstämmigen Straßburger. In der Rue des Grandes Arcades schoss der Mörder anschließend einem 45-jährigen afghanischstämmigen Familienvater aus nächster Nähe vor den Augen der Frau und der drei Kinder des Opfers in den Kopf, bevor er vor einer Gaststätte in der Rue du Saumon einen 61-Jährigen ermordete.
Anschließend wurde der Täter auf eine Patrouille der Opération Sentinelle aufmerksam, nahm Deckung und schoss auf die Soldaten, die daraufhin Schüsse erwiderten. Dabei wurde der Täter verletzt.
Nach dem Schusswechsel versuchte ein Passant erfolglos, den Attentäter zu überwältigen, und erlitt dabei schwere Stichverletzungen.
Schließlich wurde in der Rue des Moulins im Viertel La Petite France ein 45-jähriger thailändischer Tourist Opfer des Terroristen.
Der verletzte Täter bestieg ein Taxi, erklärte dem Fahrer, eben ein Attentat begangen zu haben, und zwang ihn, zur Polizeiwache des zentral gelegenen Straßburger Stadtteils Neudorf zu fahren, wo er Polizisten ermorden wollte. Wegen großer Schmerzen aufgrund seiner Schussverletzung musste er jedoch die Fahrt unterbrechen und ließ sich von dem Taxifahrer notdürftig verarzten, wozu beide das Fahrzeug verließen. In einem Moment der Unaufmerksamkeit des Täters gelang es dem Taxifahrer, in sein Auto zu steigen und zu fliehen. Er begab sich unverzüglich zur Polizei, die anhand seiner Aussage den Täter identifizieren konnte.

## Opfer
Die fünf Todesopfer waren männlich und stammten aus Frankreich, Afghanistan, Italien, Polen und Thailand und wurden durch Kopfschüsse ermordet. Zehn weitere Menschen wurden durch Schuss- oder Stichwunden zum Teil schwer verletzt.
Der 28-jährige italienische Journalist Antonio Megalizzi war zur Berichterstattung über Sitzungen des Europäischen Parlaments in der Stadt. Er war befreundet mit dem 34-jährigen, polnischstämmigen Bartek Orent-Niedzielski, der im kulturellen Leben Straßburgs bekannt war und zu den Gründern des Comicfestivals Strasbulles gehörte. Beide starben wenige Tage nach dem Angriff im Krankenhaus.
Der 45-jährige Familienvater Kamal Naghchband betrieb in Straßburg eine Kfz-Werkstatt. Der aus Kabul gebürtige Naghchband war 1999 vor dem Taliban-Regime aus Afghanistan geflohen. Er starb zwei Tage nach dem Anschlag.
Der pensionierte Bankangestellte Pascal Verdenne (61 Jahre) hatte in der Gaststätte, vor der er ermordet wurde, mit seiner Lebensgefährtin und seinem Sohn etwas getrunken und das Lokal vor seinen beiden Begleitern verlassen, um sein Fahrrad zu holen.
Der 45-jährige Anupong Suebsamarn aus Thailand und seine Frau waren auf einer touristischen Reise durch Frankreich. Sie hatten ursprünglich vorgehabt, Paris zu besuchen, dann jedoch aus Furcht vor den Protesten der Gelbwestenbewegung Straßburg vorgezogen. Er wurde erschossen, als er ein Foto von der Sankt-Martin-Brücke aufnehmen wollte.
Zu den Verletzten gehörten Personen beiderlei Geschlechts, darunter ein Soldat der Opération Sentinelle. Sie erlitten teils Schusswunden, teils Messerstiche. Der Mann, der versucht hatte, den Attentäter zu überwältigen, ein Musiker aus Rouen, erlitt dabei elf Stichwunden und war in der Folge teilweise gelähmt. Er wurde 2019 von Staatspräsident Macron zum Ritter der Ehrenlegion ernannt.

## Fahndung
Der Terrorist konnte durch die Aussage des Taxifahrers, dessen Fahrzeug er benutzt hatte, sehr schnell ermittelt werden, denn er hatte während der Fahrt persönliche Details preisgegeben. Insbesondere hatte er erzählt, am Morgen des Tattags habe bei ihm eine Hausdurchsuchung stattgefunden, bei der die Polizei eine Handgranate entdeckt habe. Dadurch wurde sofort Chérif Chekatt als Täter identifiziert, dessen Wohnung die Gendarmerie am Morgen im Zuge der Ermittlungen zu einem Raub durchsucht hatte. Die französische Polizei und Gendarmerie verstärkten die Kontrollen des Fahrzeugverkehrs mit dem angrenzenden Deutschland. Die Behörden gingen davon aus, dass sich der mutmaßliche Täter möglicherweise nach Deutschland abgesetzt haben könnte. In Frankreich wurden laut Anti-Terror-Staatsanwalt fünf Verdächtige in Gewahrsam genommen. An der Fahndung waren sämtliche französischen Sicherheitsbehörden inklusive deren Anti-Terroreinheiten (BRI, RAID u. a.) beteiligt. In einem offiziellen Fahndungsaufruf wurde die Bevölkerung um Mithilfe gebeten.
Am frühen Abend des 12. Dezember entkam Chekatt knapp, als er in einer Straße im Straßburger Stadtteil Neudorf Polizisten begegnete, die ihn kontrollieren wollten. Er schoss auf sie und konnte fliehen.
Nach dem Hinweis einer Einwohnerin von Neudorf vom Nachmittag des 13. Dezember wurde die Fahndung auf die Stadtteile Plaine des Bouchers, Meinau und Neudorf konzentriert. Gegen 21 Uhr desselben Tages traf eine dreiköpfige Streife der Police nationale in der Rue du Lazaret auf Höhe der Hausnummer 74 auf Chekatt und erkannte, dass es sich vermutlich um ihn handelte. Auf einen Anruf hin drehte er sich um und schoss. Die Polizisten erwiderten das Feuer und töteten Chekatt.

## Täter

### Identität und Herkunft
Der Täter Chérif Chekatt war in Straßburg geboren, französischer Staatsangehörigkeit mit Wurzeln in Algerien. Er war zum Zeitpunkt des Anschlags 29-jährig. Nach Angaben ehemaliger Nachbarn wuchs er mit einer Schwester und drei Brüdern bei der Mutter auf. Er habe einen dem Realschulabschluss vergleichbaren Abschluss gemacht und nach der Schule bei der Gemeinde gearbeitet. Anschließend sei er seit 2011 arbeitslos gewesen und nach eigener Aussage viel gereist. Er war 27-fach in Frankreich, der Schweiz und Deutschland vorbestraft und den Behörden wegen krimineller Aktivitäten seit jungen Teenagerjahren bekannt. Auch in Luxemburg wurde gegen ihn ermittelt.
Er wurde als sogenannter Gefährder in der französischen Sicherheitsdatenbank Fiche S geführt und vom französischen Inlandsgeheimdienst (DGSI) überwacht. Am Tag der Tat hätte er morgens als Tatverdächtiger eines anderen Gewaltverbrechens vernommen werden sollen, erschien jedoch nicht zur Vernehmung.

### Krimineller Werdegang
2012 war Chekatt in eine Zahnarztpraxis in Mainz eingebrochen und hatte Geld und Zahngold entwendet. Ebenfalls 2012 war er in vier Schweizer Kantonen als Kriminaltourist aktiv. Vier Jahre später folgte ein Einbruch in eine Apotheke in Engen, bei dem er mit Hilfe eines Polizeihubschraubers und eines Polizeihundes gefasst werden konnte. Vor dem Amtsgericht Singen kam durch DNA-Analyse heraus, dass er für den Einbruch in die Zahnarztpraxis verantwortlich war. Er wurde zu zwei Jahren und drei Monaten Haft verurteilt, saß erst in der Justizvollzugsanstalt Konstanz, dann in der Justizvollzugsanstalt Freiburg. Im Urteil heißt es laut dpa, Chekatt habe bereits insgesamt vier Jahre in Gefängnissen verbracht. Im Februar 2017 wurde er entlassen und nach Frankreich abgeschoben. Eine Wiedereinreise in die Bundesrepublik wurde ihm für zehn Jahre untersagt.
Bei der Abschiebung bescheinigte ihm die deutsche Ausländerbehörde eine „hohe kriminelle Energie“ und eine „von rücksichtslosem Profitstreben geprägte Persönlichkeitsstruktur“. Während seiner Gefängnisaufenthalte wurde nach Angaben von Laurent Nuñez, Staatssekretär im französischen Innenministerium, „eine Radikalisierung in seiner religiösen Praxis“ festgestellt, aufgrund deren er überwacht wurde. Den deutschen Behörden war Chekatt als Krimineller, jedoch nicht als terroristischer Gefährder bekannt; auch hatte das Gemeinsame Terrorismusabwehrzentrum (GTAZ) keine Erkenntnis über ihn. Der mangelhafte Informationsaustausch innerhalb der Europäischen Union über islamistische Gefährder wird kritisiert, was darauf zurückgeführt wird, dass man sich bisher auf keine gemeinsame Definition eines Gefährders verständigen konnte. Chekatt galt in Frankreich als einer der Top-Gefährder im islamistischen Milieu.
Nach 48-stündiger Flucht wurde Chérif Chekatt am 13. Dezember 2018 von der Polizei im Straßburger Stadtteil Neudorf erschossen.
Es befanden sich drei Mitverdächtige in Polizeigewahrsam. Gegen einen Mitverdächtigen des Anschlags in Straßburg wurde ein Ermittlungsverfahren eingeleitet. Dieser stand im Verdacht, die Waffe besorgt zu haben, die Chekatt bei der Tat verwendete.
Chérif Chekatt wurde am 22. Dezember 2018 in Straßburg beigesetzt. Der Islamrat CFCM hatte auf eine schnelle und anonyme Bestattung gedrungen, um zu verhindern, dass ein Denkmal für Islamisten geschaffen wird.

### Motiv
Chérif Chekatt war vor dem Anschlag notorisch kriminell, jedoch gehen die Ermittlungsbehörden davon aus, dass er den Anschlag als islamistischen Terrorakt verübt hat. Der Vater des Täters, Abdelkrim Chekatt, bestätigte, dass sein Sohn die Thesen der Gruppe Islamischer Staat vertreten hat. Auf einem USB-Stick in der Wohnung von Chérif Chekatt wurde ein Video gefunden, in dem er einen Treueeid auf die Organisation Islamischer Staat ablegt.

## Folgen
In Frankreich wurde die Terrorwarnstufe gemäß Plan Vigipirate auf die höchstmögliche Stufe gesetzt. Die Polizei sperrte unmittelbar nach der Tat Teile der Innenstadt und das Gebäude des Europäischen Parlaments ab, in dem sich wegen einer laufenden Sitzungswoche hunderte Parlamentarier und Mitarbeiter aufhielten, die das Gebäude am Abend der Tat nicht verlassen konnten. Im abgeriegelten Parlament setzten die festgesetzten Abgeordneten eine laufende Debatte fort. Staatspräsident Emmanuel Macron schickte noch am Abend seinen Innenminister Christophe Castaner nach Straßburg. Ein Mitarbeiter des Bürgermeisters appellierte per Kurznachrichtendienst Twitter an alle Bürger der Stadt, im Verlauf des Abends zuhause zu bleiben.
Die französische Anti-Terror-Staatsanwaltschaft leitete eine Untersuchung ein, sie ging von  islamistischem Terror aus.
Die Terrormiliz Islamischer Staat reklamierte den Anschlag kurz danach für sich. Der Angreifer sei laut dem Propagandakanal Amaq ein Soldat des Islamischen Staates gewesen. Die Mitteilung ist allerdings im üblichen Standardmuster gehalten ohne nähere Belege für eine Verbindung zwischen dem Täter und der Terrororganisation.

## Prozess gegen mutmaßliche Komplizen
Am 29. Februar 2024 begann in Paris ein Strafprozess gegen vier Männer im Alter zwischen 34 und 42 Jahren, denen vorgeworfen wurde, dem Attentäter bei dem Beschaffen von Waffen behilflich gewesen zu sein. Der 42-jährige Hauptangeklagte, ein ehemaliger Mithäftling des Attentäters, musste sich wegen Beihilfe zum Mord und zum Mordversuch, insbesondere gegen Amtspersonen und mit terroristischem Hintergrund, sowie wegen Gründung einer terroristischen Vereinigung verantworten; ihm drohte eine lebenslange Freiheitsstrafe. Das Verfahren gegen einen fünften Beschuldigten wurde wegen dessen angeschlagener Gesundheit abgetrennt und auf unbestimmte Zeit verschoben.
Urteil
Am 4. April 2024 wurde der Hauptangeklagte vom Sonderschwurgericht in Paris (cour d’assises spéciale) zu 30 Jahren Haft verurteilt, zwei weitere Angeklagte zu vier bzw. fünf Jahren und ein weiterer freigesprochen. Von der Mittäterschaft bei terroristischen Attentaten sprach das Gericht den Hauptbeschuldigten zwar frei, da er bei der Waffenübergabe keine Kenntnis vom Attentat hatte, befand ihn aber der Mitgliedschaft in einer terroristischen Vereinigung für schuldig. Dafür reiche es aus, dass der Angeklagte sich wegen seiner „Nähe“ zum späteren Attentäter notwendigerweise dessen Radikalisierung bewusst war. Die dennoch nicht reduzierte Haftstrafe begründete das Gericht mit dessen 24 Vorstrafen, „die keine abschreckende Wirkung auf seine kriminelle Karriere hatten“, sowie mit seiner Haltung im Prozess, wo er „seine Handlungen und deren Tragweite nicht in Frage stellte“. Die Urteile sind noch nicht rechtskräftig, da noch Berufung eingelegt werden kann. Die Anwälte des Hauptangeklagten kündigten an, dieser werde in Berufung gehen.

## Verschwörungstheorie
Anhänger der Gelbwestenbewegung, einer Ende Oktober 2018 gebildeten Protestbewegung in Frankreich, behaupten in Verschwörungstheorien in den sozialen Netzwerken, der Anschlag in Straßburg sei von der französischen Regierung organisiert worden, um die Gelbwestenbewegung zu schwächen.